# هنري إي. نويز
هنري إي. نويز (بالإنجليزية: Henry E. Noyes) هو ضابط أمريكي، ولد في 23 أغسطس 1839 في بلفاست في الولايات المتحدة، وتوفي في 13 يوليو 1919 في بيركيلي في الولايات المتحدة.